# Rafflesia arnoldii
Rafflesia arnoldii R.Br., 1821 è una pianta parassita della famiglia delle Rafflesiaceae, originaria del Borneo e di Sumatra.
La pianta venne scoperta a Sumatra, in Indonesia, nel 1818, dall'ufficiale inglese Thomas Stamford Raffles accompagnato dal medico Joseph Arnold.
È da considerare la pianta con il fiore più grande del mondo: un metro di diametro. Sebbene esistano piante con organi fioriferi più grandi, come l'aro titano (Amorphophallus titanum) e la palma talipot (Corypha umbraculifera), in questi casi tecnicamente si tratta di infiorescenze.
Si caratterizza anche per il fetore nauseabondo che emana.
Rafflesia arnoldii è uno dei tre fiori nazionali dell'Indonesia, assieme al gelsomino bianco e all'orchidea lunare. Riconosciuto ufficialmente come "fiore raro" nazionale (in indonesiano puspa langka) nel decreto presidenziale n. 4 del 9 gennaio 1993.

## Descrizione

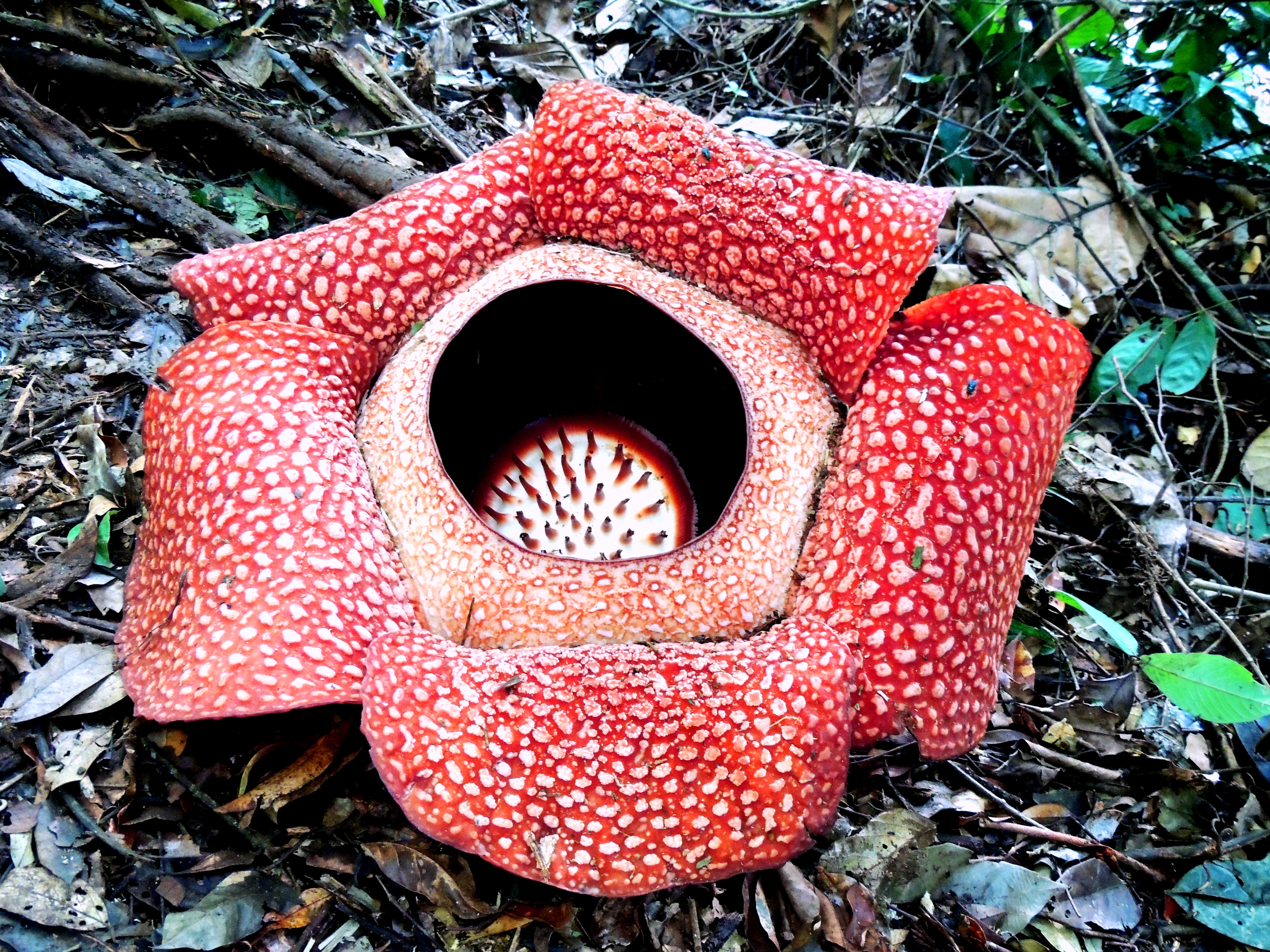
Fiore di R. arnoldii

Sebbene R. arnoldii sia una pianta vascolare, non ha foglie, steli o radici visibili e non ha clorofilla. Vive come oloparassita su piante rampicanti del genere Tetrastigma. Similmente ai funghi, gli individui crescono come una massa di filamenti di tessuto completamente immersi e in stretto contatto con le cellule ospiti circostanti, dalle quali ricavano nutrienti e acqua. R. arnoldii può essere vista solo all'esterno della pianta ospite quando è pronta a riprodursi; l'unica parte della Rafflesia che è identificabile come distintamente simile alla pianta sono i fiori, anche se anche questi sono insoliti poiché raggiungono proporzioni enormi, hanno una colorazione bruno-rossastra e puzzano di carne in putrefazione.
Il fiore della Rafflesia arnoldii cresce fino a un diametro di circa 1 m, e può pesare fino a 11 kg. Questi fiori emergono da gemme molto grandi, simili a cavoli, color marrone o marrone scuro, solitamente lunghe circa 30 cm, ma il più grande (e il più grande bocciolo di fiore mai registrato) trovato sul Monte Sago, Sumatra nel maggio 1956 era di 43 cm di diametro.

## Ecologia

### Habitat
Rafflesia arnoldii si trova sia nelle foreste pluviali secondarie che in quelle primarie.
L'unica specie vegetale ospite di R. arnoldii è la vite Tetrastigma leucostaphylum a Sumatra occidentale. Da giovane, almeno nelle località studiate nella Sumatra occidentale, aree di foresta primaria, la vite si arrampica su giovani alberi e cespugli di Laportea stimulans e Coffea canephora nel sottobosco; nella chioma è più importante una specie di Campnosperma, mentre l'unico albero di grandi dimensioni su cui cresce la vite è sempre Laportea stimulans. Spesso il Tetrastigma riesce ad avvolgere completamente il suo ospite a livello della sottochioma, soffocando la luce a tal punto che il suolo della foresta sotto la chioma diventa completamente buio – questa è apparentemente la preferenza della Rafflesia arnoldii, poiché la maggior parte dei boccioli si trova nei punti più bui della foresta. La pianta più comunemente associata alla Rafflesia arnoldii è il piccolo albero Coffea canephora (il noto caffè robusta), che in realtà non è originario della zona, ma è stato introdotto dall'Africa.
È stato scoperto che la Rafflesia arnoldii infetta gli ospiti che crescono in terreni alcalini, neutri e acidi. Non si trova lontano dall'acqua ed è stata rinvenuta ad altitudini da 490 a 1.024 metri.

### Riproduzione
Ci vogliono molti mesi perché le gemme si sviluppino e il fiore dura solo pochi giorni. I fiori sono dioici, ovvero sia maschili che femminili, quindi entrambi i fiori sono necessari per la riproduzione.
Quando la Rafflesia è pronta a riprodursi, all'esterno della radice o dello stelo della pianta ospite si forma una piccola gemma che si sviluppa nell'arco di un anno. Il boccioloche si sviluppa, simile a un cavolo, alla fine si apre rivelando il fiore. Gli stigmi o stami sono attaccati a un disco spinoso all'interno del fiore. Il cattivo odore della carne in putrefazione attira mosche e scarafaggi. Affinché l'impollinazione riesca, le mosche e/o i coleotteri devono visitare sia le piante maschili che quelle femminili, in quest'ordine. I frutti prodotti sono bacche rotonde contenenti numerosi semi minuti.
Le mosche Drosophila colorata, Chrysomya megacephala e Sarcophaga haemorrhoidalis visitano i fiori tardivi. Le formiche nere del genere Euprenolepis possono nutrirsi delle gemme dei fiori in via di sviluppo, forse uccidendole.